# Hallenradsport-Weltmeisterschaften 2023
Die Hallenradsport-Weltmeisterschaften 2023 fanden vom 11. bis 13. August in Glasgow statt und damit erstmals in Großbritannien. Ebenfalls erstmals wurde ein Radball-Turnier für Frauen ausgetragen. Die Veranstaltung fand in der Emirates Arena statt und war Teil der Radsport-Weltmeisterschaften 2023.

## Programm
Im Radball wurde ein Turnier für Männer und eines für Frauen ausgetragen. Im Kunstradfahren gab es folgende Disziplinen: Einer-Männer, Einer-Frauen, Zweier offene Klasse, Zweier-Frauen, Vierer offene Klasse (ACT4).
- Freitag, 11. August: Gruppenspiele Radball, Qualifikation Einer-Frauen, Qualifikation und Finale Zweier offene Klasse
- Sonnabend, 12. August: Gruppenspiele Radball, Qualifikation Einer-Männer, Finals Einer-Frauen und ACT4
- Sonntag, 13. August: Finalspiele Radball, Qualifikation und Finale Zweier-Frauen sowie Einer-Männer

## Radball
Das Männer-Turnier umfasste zwei Gruppen: Gruppe A mit den sechs stärksten Nationen des Vorjahres und Gruppe B mit sieben weiteren Mannschaften.
In beiden Gruppen spielte zunächst jede Mannschaft gegen jede andere. Die fünf bestplatzierten Mannschaften der Gruppe A ermittelten anschließend in einem modifizierten K.-o.-System den Weltmeister. Der Tabellensechste der Gruppe A trat gegen den Sieger der Gruppe B um den Aufstieg respektive Verbleib in Gruppe A an.

### Zusammenfassung der Ergebnisse
Deutschland gewann die Weltmeistertitel 2023 sowohl bei den Frauen als auch bei den Männern.
| Rang | Land        | Spielerin     | Spielerin        |
| ---- | ----------- | ------------- | ---------------- |
| 1.   | Deutschland | Nadine Weber  | Claire Feyler    |
| 2.   | Japan       | Sayaka Kizawa | Kana Murabayashi |

| Rang | Land        | Spieler          | Spieler           |
| ---- | ----------- | ---------------- | ----------------- |
| 1.   | Deutschland | Raphael Kopp     | André Kopp        |
| 2.   | Schweiz     | Yannik Fröhlich  | Timon Fröhlich    |
| 3.   | Österreich  | Stefan Feurstein | Patrick Schnetzer |

In der Männerliga stieg Japan für 2024 in die Gruppe A auf, Belgien in die Gruppe B ab. Die Zusammensetzung der Gruppe A veränderte sich damit erstmals seit Japans Abstieg 2009.

### Männer Gruppe A
| Land        | Spieler          | Spieler           |
| ----------- | ---------------- | ----------------- |
| Österreich  | Stefan Feurstein | Patrick Schnetzer |
| Deutschland | Raphael Kopp     | André Kopp        |
| Schweiz     | Yannick Fröhlich | Timon Fröhlich    |
| Belgien     | Kenny Michalik   | Robby Gubbelmans  |
| Frankreich  | Mathias Seyfried | Quentin Seyfried  |
| Tschechien  | Tomáš Horák      | Radek Adam        |

Vorrunde
| Rang | Team        | Osterreich | Deutschland | Frankreich | Tschechien | Schweiz | Belgien | S | U | N | Tore    | Punkte |
| ---- | ----------- | ---------- | ----------- | ---------- | ---------- | ------- | ------- | - | - | - | ------- | ------ |
| 1.   | Österreich  |            | 4:3         | 5:1        | 7:4        | 4:1     | 13:0    | 5 | 0 | 0 | 33 : 9  | 15     |
| 2.   | Deutschland | 3:4        |             | 4:2        | 4:0        | 5:3     | 7:1     | 4 | 0 | 1 | 23 : 10 | 12     |
| 3.   | Frankreich  | 1:5        | 2:4         |            | 5:4        | 3:3     | 4:0     | 2 | 1 | 2 | 15 : 16 | 7      |
| 4.   | Tschechien  | 4:7        | 0:4         | 4:5        |            | 2:1     | 6:2     | 2 | 0 | 3 | 16 : 19 | 6      |
| 5.   | Schweiz     | 1:4        | 3:5         | 3:3        | 1:2        |         | 2:1     | 1 | 1 | 3 | 10 : 15 | 4      |
| 6.   | Belgien     | 0:13       | 1:7         | 0:4        | 2:6        | 1:2     |         | 0 | 0 | 5 | 4 : 32  | 0      |

Finalrunde
|  | 2. Runde | 2. Runde    | 2. Runde |  |  | 3. Runde   | 3. Runde    | 3. Runde |  |  | Halbfinale | Halbfinale  | Halbfinale |  |                  | Finale           | Finale           | Finale |
|  |          |             |          |  |  |            |             |          |  |  |            |             |            |  |                  |                  |                  |        |
|  | Spiel 1  |             |          |  |  |            |             |          |  |  |            |             |            |  |                  |                  |                  |        |
|  | 2        | Deutschland | 2        |  |  |            |             |          |  |  |            |             |            |  |                  |                  |                  |        |
|  | 5        | Schweiz     | 7        |  |  |            |             |          |  |  |            |             |            |  |                  |                  |                  |        |
|  |          |             |          |  |  | Schweiz    | 6           |          |  |  |            |             |            |  |                  |                  |                  |        |
|  | Spiel 2  | Spiel 2     | Spiel 2  |  |  | Tschechien | 3           |          |  |  |            |             |            |  |                  |                  |                  |        |
|  | 3        | Frankreich  | 4        |  |  |            |             |          |  |  |            |             |            |  |                  |                  |                  |        |
|  | 4        | Tschechien  | 5        |  |  |            |             |          |  |  |            |             |            |  |                  | Schweiz          | 2                |        |
|  |          |             |          |  |  |            |             |          |  |  |            |             |            |  |                  | Deutschland      | 6                |        |
|  |          |             |          |  |  | V1         | Deutschland | 5        |  |  |            |             |            |  |                  |                  |                  |        |
|  |          |             |          |  |  | V2         | Frankreich  | 2        |  |  |            | Deutschland | 5          |  | Spiel um Platz 3 | Spiel um Platz 3 | Spiel um Platz 3 |        |
|  |          |             |          |  |  |            |             |          |  |  | 1          | Österreich  | 4          |  |                  |                  | Tschechien       | 5      |
|  |          |             |          |  |  |            |             |          |  |  |            |             |            |  |                  |                  | Österreich       | 8      |

### Männer Gruppe B
| Rang | Land           | Spieler               | Spieler            |
| ---- | -------------- | --------------------- | ------------------ |
| 1.   | Japan          | Yuma Takahashi        | Yusuke Murakami    |
| 2.   | Rumänien       | Dorian Doroftei       | Mircea Tric        |
| 3.   | Ungarn         | Vilmos Toma           | Tamás Arendás      |
| 4.   | Hongkong       | Ho Wing Tai           | Ka Kin Kenny Chan  |
| 5.   | Malaysia       | Mohamad Zikri Dahalan | Ibra Izuan Ibrahim |
| 6.   | Kanada         | Patrice Lavoie        | Benoît Fisch       |
| 7.   | Großbritannien | Jenson Harris         | Mark Percival      |

### Relegation
Japan trat als Sieger der Gruppe B im Relegationsspiel gegen das Team aus der Belgien – den Tabellensechsten der Gruppe A – um den Aufstieg respektive Verbleib in Gruppe A an.
 Belgien 1 – 7  Japan

### Frauen
Erstmals in der Geschichte der Weltmeisterschaften gab es ein Radball-Turnier für Frauen, für das zwei Teams gemeldet wurden. Das Turnier bestand daher nur aus dem Finalspiel am Sonntag.
 Japan 0 – 3  Deutschland
| Land        | Spielerin     | Spielerin        |
| ----------- | ------------- | ---------------- |
| Deutschland | Nadine Weber  | Claire Feyler    |
| Japan       | Sayaka Kizawa | Kana Murabayashi |

## Kunstradfahren
Das Wettbewerbsprogramm blieb im Vergleich zu den Vorjahren unverändert. Es wurden Wettkämpfe im Einer- und Zweier-Kunstradfahren der Frauen, im Einer-Kunstradfahren der Männer und im Zweier- und Vierer-Kunstradfahren der offenen Klasse durchgeführt.
Jeder Teilnehmer bzw. jedes Team hatte eine Kür zu fahren. Diese dauerte maximal fünf Minuten und beinhaltete verschiedene Elemente mit unterschiedlichen Schwierigkeitsstufe, die mit der Grundpunktzahl addiert als Basis für die Bewertung dienten (eingereichte Punkte). Das Endresultat ergab sich nach Abzug der Fehlerpunkte (ausgefahrene Punkte). Die vier Besten qualifizierten sich für das Finale, in dem die Medaillen ausgefahren wurden.

### Einer Frauen
Insgesamt nahmen an diesem Wettkampf 24 Athletinnen aus 17 Nationen teil, aufgeführt nach aufsteigender Reihenfolge der eingereichten Punkte. Erstmals waren Vertreterinnen aus Finnland und Uruguay vertreten. Weltmeisterin Jana Pfann hatte in der nationalen Qualifikation zwei anderen deutschen Vertreterinnen den Vorrang lassen müssen.
- Camila Bernal
- Gracia Sotomayor
- Natália Szépeová
- Manon Geldof
- Mella Herrmann
- Sofia Reichert
- Anna Sárközi
- Katarina Howe
- Nazuki Kondo
- Alexandra Georgiadis
- Michaela Vosičková
- Alexane Leclerc
- Zsófia Hugyecz
- Wong Hiu Shuen
- Ka Man Kammy
- Tatika Bovendaerde
- Franziska Belmega
- Alice Rieb
- Magdalena Müller
- Saskia Schäffler
- Lorena Schneider
- Alessa Hotz
- Lara Füller
- Ramona Dandl

Folgende vier Fahrerinnen erreichten das Finale:
| Rang | Land        | Fahrerin         | einger. | ausgef. |
| ---- | ----------- | ---------------- | ------- | ------- |
| 1.   | Deutschland | Ramona Dandl     | 196,80  | 182,93  |
| 2.   | Deutschland | Lara Füller      | 196,30  | 178,99  |
| 3.   | Österreich  | Lorena Schneider | 184,90  | 172,34  |
| 4.   | Schweiz     | Alessa Hotz      | 183,30  | 169,13  |

### Einer Männer
Es nahmen 22 Sportler aus 13 Nationen teil. Erstmals in diesem Wettbewerb vertreten war Peru. Titelverteidiger Lukas Kohl vom RMSV Concordia Kirchehrenbach errang seinen siebten Titel in Folge. Der Zweite des Vorjahres, Marcel Jüngling, war in der internen deutschen Qualifikation an Philipp-Thies Rapp gescheitert, der Zweiter wurde. Zum dritten Mal in Folge gewann Emilio Arellano die Bronzemedaille.
- Jorge Nazario
- Finn Hoornaert
- Timoté Bertin
- Rahman Mohammad Hassan
- Kryštof Nečas
- Kosuke Shibayama
- Silas Göbelbecker
- Daniel Andrés Hecktor
- Jelle Delporte
- Hang Song-hei
- Maxime Schaal
- Lat Tin Chan
- Christopher Schobel
- Marcel Schnetzer
- Jakub Mašek
- Wong Chin Man
- Csaba Varga
- Chan Yat Nam
- Martin Schön
- Emilio Arellano
- Philipp-Thies Rapp
- Lukas Kohl

Folgende vier Fahrer erreichten das Finale:
| Rang | Land        | Fahrer             | einger. | ausgef. |
| ---- | ----------- | ------------------ | ------- | ------- |
| 1.   | Deutschland | Lukas Kohl         | 212,70  | 210,50  |
| 2.   | Deutschland | Philipp-Thies Rapp | 210,60  | 206,85  |
| 3.   | Spanien     | Emilio Arellano    | 206,60  | 199,11  |
| 4.   | Ungarn      | Csaba Varga        | 177,80  | 147,33  |

### Zweier Frauen
Am Wettkampf nahmen 10 Teams aus sieben Nationen teil. Die Weltmeisterinnen des Vorjahrs, Sophie Wöhrle und Caroline Wurth, hatten ihre Karriere beendet, die übrigen Finalistinnen von 2022 rückten in der gleichen Reihenfolge um einen Platz auf. Helen Vordermeier und Selina Marquardt holten nach 2021 ihren zweiten Titel und beendeten damit ebenfalls ihre Karriere. Die Silbermedaille ging erstmals nach 22 Jahren nicht ebenfalls an Deutschland.
Finalergebnisse:
| Rang | Land        | Fahrerin 1        | Fahrerin 2         | einger. | ausgef. |
| ---- | ----------- | ----------------- | ------------------ | ------- | ------- |
| 1.   | Deutschland | Helen Vordermeier | Selina Marquardt   | 145,70  | 136,75  |
| 2.   | Österreich  | Rosa Kopf         | Svenja Bachmann    | 140,50  | 133,10  |
| 3.   | Schweiz     | Sina Bäggli       | Julia Hämmerli     | 126,60  | 118,91  |
| 4.   | Deutschland | Jessie Hasmüller  | Annice Niedermayer | 133,10  | 117,73  |

### Zweier offen
Am Start waren acht Paare aus Deutschland, Hongkong, Macau, Tschechien, Frankreich und Belgien. Die Ergebnisse des Vorjahres wurden bestätigt, Titelverteidiger Serafin Schefold und Max Hanselmann gewannen ihren sechsten Titel in Folge, wiederum vor Lea-Victoria Styber und Nico Rödiger. Von den österreichischen Bronzemedaillengewinnern des letzten Jahres hatte Katharina Kühne ihre Karriere beendet, während ihr Partner Marcel Schnetzer im Einzel antrat. An ihrer Stelle rückten Lim/Lim nach dem vierten Platz im Vorjahr einen Rang auf.
Finalergebnisse:
| Rang | Land        | Fahrer 1            | Fahrer 2       | einger. | ausgef. |
| ---- | ----------- | ------------------- | -------------- | ------- | ------- |
| 1.   | Deutschland | Serafin Schefold    | Max Hanselmann | 174,60  | 169,63  |
| 2.   | Deutschland | Lea-Victoria Styber | Nico Rödiger   | 165,10  | 159,50  |
| 3.   | Hongkong    | Lim Tsz Hin         | Lim Tsz Leung  | 143,20  | 118,64  |
| 4.   | Hongkong    | Hui Chun Wai        | Hui Chun Yin   | 131,60  | 110,44  |

### Vierer
Das Teilnehmerfeld bestand diesmal aus vier Teams, so dass erneut keine Final-Qualifikation erforderlich war. Deutschland war durch die Titelverteidiger vom RV Mainz-Ebersheim vertreten, die Schweiz und Österreich durch die Mannschaften vom ATB Baar bzw. RC Röthis, Frankreich durch eine gemischte Mannschaft.
| Rang | Land        | Fahrer(innen)                                                  | einger. | ausgef. |
| ---- | ----------- | -------------------------------------------------------------- | ------- | ------- |
| 1.   | Schweiz     | Stefanie Moos Vanessa Hotz Flavia Schürmann Carole Ledergerber | 242,70  | 215,79  |
| 2.   | Deutschland | Milena Schwarz Annika Rosenbach Stella Rosenbach Tijem Karatas | 243,10  | 189,26  |
| 3.   | Österreich  | Laura Schnetzer Lea Morscher Annika Pichler Anna Pircher       | 182,90  | 141,32  |
| 4.   | Frankreich  | Alice Rieb Alexane Leclerc Valentine Rieb Justine Martz        | 109,40  | 084,95  |

## Medaillenspiegel
| Platz  | Land        | Gold | Silber | Bronze | Gesamt |
| ------ | ----------- | ---- | ------ | ------ | ------ |
| 1      | Deutschland | 6    | 4      | 0      | 10     |
| 2      | Schweiz     | 1    | 1      | 1      | 3      |
| 3      | Österreich  | 0    | 1      | 3      | 4      |
| 4      | Japan       | 0    | 1      | 0      | 1      |
| 5      | Hongkong    | 0    | 0      | 1      | 1      |
| 5      | Spanien     | 0    | 0      | 1      | 1      |
| Gesamt | Gesamt      | 7    | 7      | 6      | 20     |